# Pee Dee

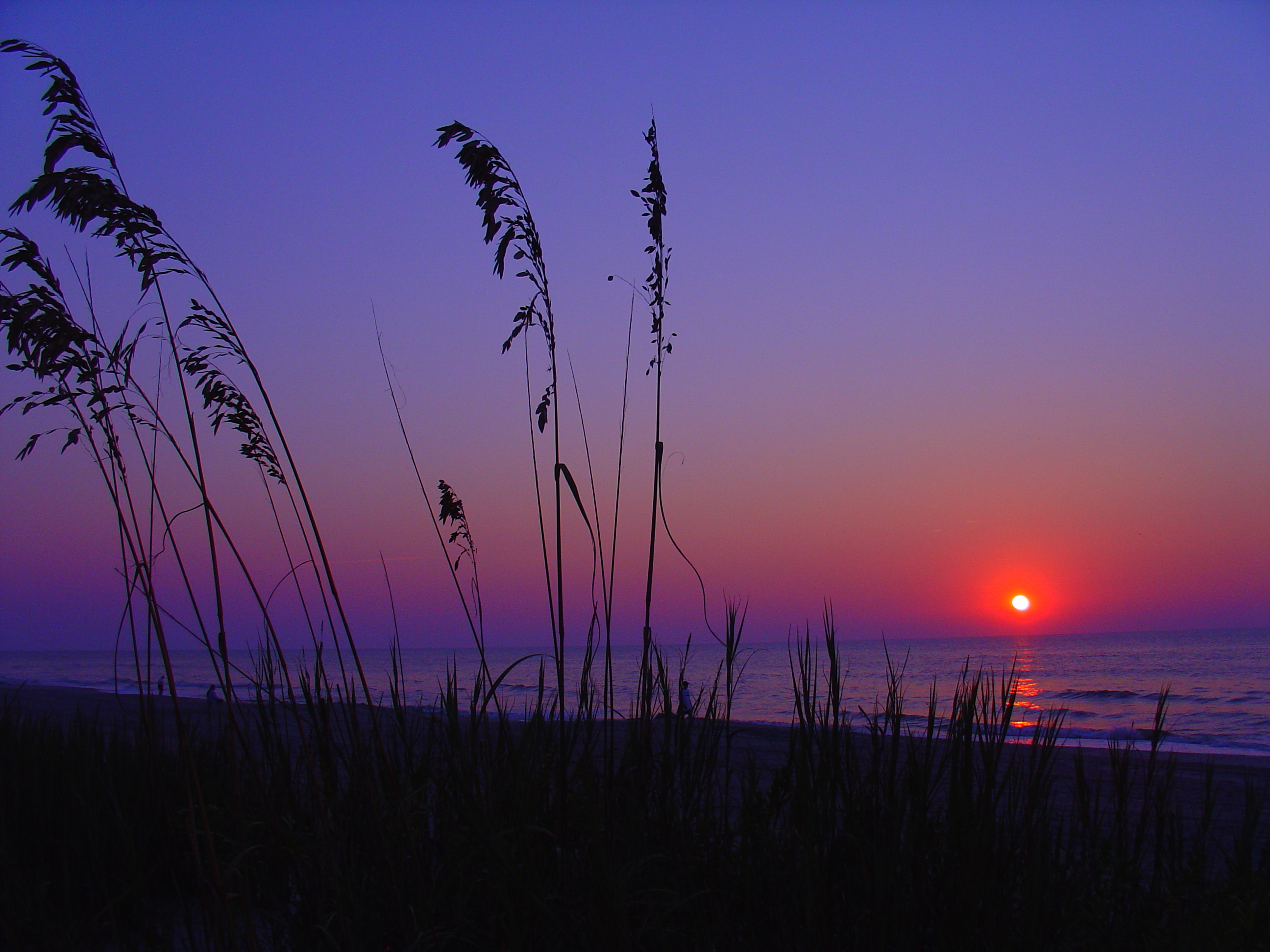
Sonnenaufgang bei Myrtle Beach

Pee Dee bezeichnet die nordöstliche Region des US-Bundesstaates South Carolina. Der Name leitet sich von der zentralen Wasserstraße ab, dem Pee Dee River, der wiederum nach den ursprünglichen Bewohnern der Region, den amerikanischen Ureinwohnern vom Stamm der Pee Dee benannt wurde. Die Landschaft der Region ist geprägt vom Grand Strand mit seinen Küstenorten und Stränden, von den charakteristischen Buchten der Carolinas, von Marschen, Sümpfen und bewaldeten sandigen Hügeln. 
Die Pee Dee Region umfasst folgende Countys: 
- Chesterfield County
- Darlington County
- Dillon County
- Florence County
- Georgetown County, Horry County*Lee County
- Marion County
- Marlboro County und
- Williamsburg County.

Das Zentrum der Region bildet die Kleinstadt Florence; der Grand Strand schließt größere Städte wie Myrtle Beach, Conway und Garden City Beach ein.
Koordinaten: 34° 12′ 21″ N, 79° 32′ 21″ W